# Georgio
Pour les articles homonymes, voir Nicolo.
Georgio, de son vrai nom Georges Édouard Nicolo, né le 21 janvier 1993 aux Lilas (Seine-Saint-Denis), est un rappeur et chanteur français, originaire du 18e arrondissement de Paris.
Après s'être fait connaître sur Internet, il sort Bleu noir, son premier album, produit grâce à un financement participatif le 16 octobre 2015. Le 4 novembre 2016, il publie son second album, Héra, un hymne à la vie et à sa petite amie. Une réédition de ce dernier, intitulée Ἥρα (grec ancien de Héra), est sortie sur les plateformes de téléchargement le 23 juin 2017. Le 23 novembre 2018, il sort son troisième album XX5. Le 7 mai 2021 il sort son quatrième album, Sacré, et une réédition, Ciel enflammé, le 10 décembre de la même année. Enfin, le 3 février 2023, il sort son cinquième album, Années sauvages.

## Biographie

### Jeunesse
D'ascendance guadeloupéenne, Georgio est issu d’une famille de parents aujourd’hui divorcés ; il a un frère, Anatole. Avant de s'établir dans le 18e arrondissement de Paris, Georgio a vécu plusieurs années à Angers, lors de ses années de collégien. Très jeune, il s'est intéressé à la musique et au basket. Georgio a quitté le système scolaire en classe de quatrième, puis le réintègre jusqu'à ses 16 ans comme l'exige la loi et arrête définitivement en première, pour se consacrer au rap, sa passion. Il enchaîne alors les petits boulots, des postes chez Direct Matin, La Poste, et livreur pour de la restauration rapide.
À l'âge de 16 ans, en échec scolaire par refus d'aller en cours et par ennui, il part vivre six mois chez sa grand-mère maternelle à La Celle Saint Cloud, commune des Yvelines, période difficile pendant laquelle ils n’échangent que très peu. Ce n'est que quelques années plus tard en retrouvant le dialogue qu'ils découvrent qu'eux deux possèdent certains points communs comme la lecture ou la musique. Cet épisode de sa vie lui inspire le morceau La Celle Saint Cloud, treizième titre de son album Bleu Noir.
Il découvre le rap très tôt dans sa jeunesse et dit avoir écrit ses propres premiers textes et avoir eu la volonté de commencer à rapper de façon naturelle à l’âge de 14 ans. Ayant des amis rappeurs, il a fait ses débuts dans le groupe 93 millimètres. Il intègre le collectif de la 75ème Session qui est composé d’autres rappeurs comme Népal, Sanka, Sheldon, Limsa, Sopico, Hash24, des graphistes ou encore des vidéastes travaillant ensemble au Dojo, un studio d’enregistrement. Le 28 octobre 2014, il poste cependant sur son compte Facebook un message expliquant qu’il n’en fait désormais plus partie. 
Georgio travaille essentiellement avec Sanka, son ami d’enfance rencontré en classe de 6ème, qui est également rappeur et son backeur sur scène. Il a également l'habitude de collaborer  avec les beatmakers Diabi et A Little Rooster.

### Inspirations
À travers ses textes et ses interviews, Georgio se dit très inspiré par son entourage, sa famille et ses amis, mais également par son quartier, Marx Dormoy du 18e arrondissement de la capitale. L’amour, qu’il définit comme son moteur personnel, est un thème récurrent notamment en parlant de son premier amour, Salomé, une femme qui revient de façon régulière dans ses textes, puis dans son deuxième album, Héra, du nom de la déesse du mariage, un projet qui sonne comme un hymne à l'amour. Par ailleurs, l'album Héra peut être qualifié de féministe,  le compositeur glorifiant et mettant en avant les femmes, comme dans les titres Svetlana et Maïakovski ou Héra.
Contrairement à son album Bleu Noir, symbole de la dépression qu'a vécu le rappeur, Héra, plus lumineux, représente sa guérison psychologique et son rapport nouveau à la vie.
Quant aux artistes qui l'ont influencé dans son art, Georgio se dit avoir été beaucoup marqué par la Scred Connexion, le TSR Crew, Flynt, Lunatic, Lino ou encore Mobb Deep.
Georgio est aussi un grand lecteur, passionné de littérature et féru de poésie, lectures qu'il aime partager et recommander à ses fans à travers ses réseaux sociaux. Il cite d’ailleurs de nombreuses fois ses références personnelles dans ses morceaux, Sylvain Tesson, Robert Desnos, Céline, Maïakovski, Henri Michaux, Marc Aurèle, Romain Gary faisant par exemple partie de ses écrivains de prédilection,. Il s'inspire de l'art en général, pour "créer le [sien]". A l'occasion d'un événement organisé par France Culture, le rappeur reprend un texte de l'artiste Frida Kahlo, 'Ma nuit est un cœur qui bat', destiné à son époux Diego Rivera, que Georgio interprète dans sa propre version musicale, mêlant son rap à la poésie de la lettre d'amour, qu'il harmonise avec un quatuor à cordes et le piano.

### Carrière
Son premier projet est une Net Tape intitulée Une Nuit Blanche, des Idées Noires qui regroupent différents morceaux datant de 2009 à 2011.
Ensuite, son premier « vrai projet » sort en 2012 et est intitulé Mon Prisme. Ce projet, qui est gratuit et téléchargeable légalement sur Internet comprend 11 titres, dont deux instrumentaux ainsi qu’un remix. On y trouve trois invités en featuring, 2zer Washington du S-Crew et de L’Entourage, ainsi que Acide Verbal et Jane.
Le premier EP de Georgio sort le 6 mai 2013. Soleil d’Hiver est un projet payant de 9 titres produit entièrement avec le beatmaker Hologram Lo’ de 1995. Parmi les collaborations présentes, on retrouve plusieurs rappeurs franciliens tels que Vald, Lomepal, Alpha Wann, Koma et C-Sen. À l’occasion de cette sortie, il est l’invité principal de la Grünt #11, une session de freestyle d’une trentaine de minutes diffusée sur YouTube.
Début 2014, le rappeur propose aux internautes une mixtape gratuite assez particulière, Nouveau Souffle: chaque début de semaines, Georgio propose sur son site trois instrumentaux différents. Une fois sélectionnée, le titre doit avoir été enregistré et le clip vidéo tourné afin de sortir en début de semaine suivante. C’est ainsi que sort la mixtape Nouveau Souffle avec ses sept clips entre le 13 janvier et le 28 février 2014, avec quelques featurings, Nekfeu, Vald, Limsa, GG, Sanka et Sheldon.
Ensuite le 19 mai 2014, avant l’album, sort À l’Abri, un EP 9 titres (dont un bonus). Le titre de l'album exprime le fait que sa passion lui prend de plus en plus de place dans sa vie privée comme professionnelle, et sa plume lui permet d'aborder de nouveaux thèmes plus approfondis et réfléchis. Grâce à de bons retour, Georgio commence à connaitre une certaine popularité avec ce projet.

#### Bleu Noir
Son premier album, Bleu noir, sort le 16 octobre 2015. C’est le 15 janvier de la même année que Georgio annonce sur son compte Facebook la préparation de celui-ci d’une manière particulière. En effet, ce sont ses auditeurs qui sont ses producteurs grâce au site de crowdfunding KissKissBankBank. Le site Internet fonctionne par l’intermédiaire de contreparties : les donateurs versent une somme d’argent correspondant à l’échange d’une précommande de l’album avec parfois selon le pack, des t-shirts, des affiches, des dédicaces, une visite des backstages d’un concert, la possibilité de participer au tournage d’un clip, et même un concert privé. L’objectif visé était de 35 000€ à récolter en l’espace de 45 jours. Finalement, ce sont 1 821 participants qui ont contribué au financement de cet album pour une somme totale de plus de 52 000 €, soit 150 % de l’objectif initial, qui ont été investis dans le marketing de l’album, les enregistrements en studio, le tournage des clips, etc.
L'album est composé de quatorze titres, dont quatre ont été clipés, Appel à la Révolte, Héros, Les Anges Déchus, les Gens Déçus & Rêveur (pour Anatole). Deux artistes sont invités en featuring, la chanteuse Elisa Jo, et son ami rappeur Sanka. La version deluxe comprend trois autres morceaux, Indomptable sorti sur Internet le 23 février 2015, ainsi que Belmont-sur-Lausanne et Voyage.
Bleu Noir, comme son titre l'indique implicitement, est un album sombre, où Georgio semble encore se battre contre ses démons à travers une véritable introspection où l'artiste raconte ses joies et ses peines. En effet, l'album a été écrit dans un contexte particulier, où Georgio luttait contre une dépression. Il ne dormait plus, passait ses nuits à écrire et s'isolait de tout. Les morceaux de l'album sont ainsi majoritairement sinistres ; Dépression (le fait de trop réfléchir et de se battre contre soi-même), Bleu Noir (névroses, cauchemars et envies du rappeur), Malik (morceau de storytelling inspiré de l'histoire vraie d'un jeune qui commet un homicide involontaire sur un enfant et qui voit sa vie et celle de la famille de la victime gâchée par cette tragédie), Faut Tenir (écrit à partir du sentiment de solitude sur la Terre, des insomnies et de la sensation d'étouffer), Rose Noire (sur les ruptures amoureuses, la perte et le regret), Les anges déchus, les gens déçus (un morceau pour les oubliés, les déceptions et le quotidien sans lendemain), etc.
Concernant l'accueil de la presse, le quotidien Le Monde lui consacre une critique élogieuse : « Il manie le rap et la langue française comme les experts de son quartier, La Scred Connexion ou La Cliqua. Il ne pratique pas l’humour provocateur d’un Vald. […] l’énergie et le désespoir d’une génération, le souvenir d’une vie en montagnes russes ». Pour le site musical français Aficia, « Bleu Noir, c’est le reflet de son travail et d’un album introverti. Georgio brille par sa franchise et ses morceaux sont une invitation à s’immiscer dans sa vie, une visite intime au plus profond de son âme. Un névrosé au talent indéniable, à la plume triste et violente, une vraie réussite pour une première ».
En cumulant les ventes physiques, en digital et les préventes sur KissKissBankBank en début d’année, Georgio comptabilise 5 590 ventes une semaine après la sortie de son album.
Georgio a participé plusieurs fois à AbbéRoad, concert caritatif de la Fondation Abbé Pierre. Il était présent lors de la première édition en 2014, la troisième en 2016 et de la quatrième en 2017, concert Carte Blanche à Nekfeu.
Après avoir déjà joué plusieurs concerts en France mais également à l'international, comme notamment au Brésil, Georgio jouera sa première grande scène parisienne le 22 janvier 2016 à La Cigale, le lendemain de ses 23 ans, ainsi qu'en Suisse.

#### Albums suivants
Le 23 novembre 2018 il sort XX5, un album composé de 17 titres et d'un bonus où il y fait des featurings avec Isha, Vald et Victor Solf.
Le 7 mai 2021, soit 3 ans depuis son dernier projet, Georgio envoie son quatrième album intitulé Sacré. Un projet composé de 18 titres et ou l'on peut retrouver de différents artistes comme S.Pri Noir, Kalash Criminel, Sanka et Zikxo.
Son cinquième album Années Sauvages sort le 3 février 2023, comprenant 16 titres dont des featurings avec PLK, Yoa et Josman. Le 13 mai, Georgio fait une date exceptionnelle au Zénith de Paris pour son nouvel album avec des invités comme Cœur de pirate, S.Pri Noir ou Mister V. L’album a connu une réédition : Années Sauvages part.2 en novembre 2023 avec 13 nouveaux titres, comportant de nouveaux invités (Bekar, Houdi, Meryl, Patrick Watson & Zeina).

## Discographie

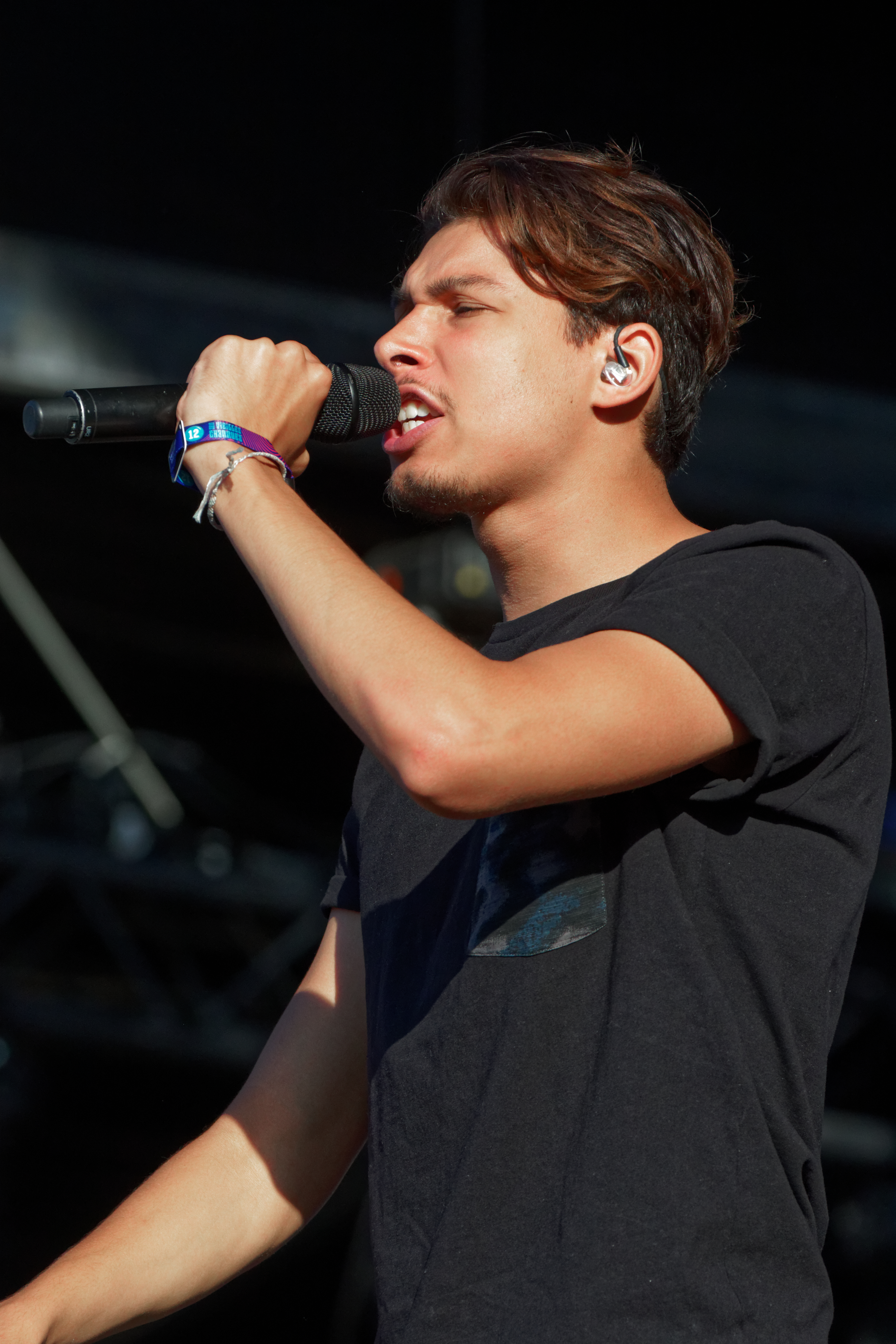
Georgio au festival des Vieilles Charrues, en juillet 2017.

### Albums studio
- 2015 : Bleu noir
- 2016 : Héra
- 2018 : XX5
- 2021 : Sacré[47]
- 2023 : Années Sauvages

### Singles
2013
- Saleté de rap (Georgio & Hologram Lo')

2015
- Héros
- Appel à la révolte feat. Iron Sy

2020
- Les anges dans des robes rouges

2021
- Noir Paradis
- Concept flou

2022
- Hôtel 5 étoiles

2023
- Les Alizés (feat. Patrick Watson)
- Diamant v2 (feat Yoa)

2025
- Sans surprise

### Apparitions Diverses
2011
- Elyxir - Vald feat. Georgio

2012
- La Ive - Vald feat. Georgio
- Épices Loufoques - Vald feat. Georgio
- Good Time - Mothas la Mascarade feat. Tonio Mc, Lomepal & Georgio
- Freestyle Séquestration - Vald feat. Georgio
- Anonymous - 2zer Washington feat. Georgio, Réalisé par Ya Minch

2013
- 1er Round - Limsa feat. Georgio & Salim
- Trop d’Amérique - Sanka feat. Georgio

2014
- Missak feat. Demi Portion, Lucio Bukowski, Liqid, Ethor Skull, Nekfeu, Dico, Doc Brown, Georgio et Vald - Ma b**e et ma voix, sur l'album de Missak L'adultère est un jeu d'enfant

- On Oublie pas - Aladin 135 feat. Georgio
- Voyous - Fauve feat. Georgio
- Freestyle Daymolition - Vald feat. Georgio

2017
- Emission "Proses" de France Culture

2020
- Besoin de personne - Tsew The Kid feat. Georgio
- Pas comme nous - Matou feat. Jok'Air & Georgio

2022
- 2 gouttes d'eau - Bekar feat. Georgio
- Au clair de la lune - Youssoupha feat. Georgio

2023
- Terminal 2 - Lithium feat. Adé & Georgio
- 4.30 de rap - Rémy feat. Georgio